# Charles Ruch
Charles-Joseph-Eugène Ruch (Nancy, 24 settembre 1873 – Strasburgo, 29 agosto 1945) è stato un vescovo cattolico e teologo francese.

## Biografia
Fu ordinato prete nel 1897. Teologo, condusse notevoli studi sullo sviluppo storico del dogma: i suoi articoli sui sacramenti furono pubblicati sul Dictionnaire de théologie catholique.
Già docente al seminario di Nancy, nel 1907 fu eletto coadiutore e vicario generale del vescovo Charles-François Turinaz; durante la grande guerra fu cappellano militare e nel 1918 succedette a Turinaz come vescovo di Nancy.
Nel 1919 fu trasferito alla sede di Strasburgo e resse la diocesi nei difficili anni del ritorno dell'Alsazia alla Francia e poi in quelli della seconda guerra mondiale.

## Genealogia episcopale e successione apostolica
La genealogia episcopale è:
- Cardinale Scipione Rebiba
- Cardinale Giulio Antonio Santori
- Cardinale Girolamo Bernerio, O.P.
- Arcivescovo Galeazzo Sanvitale
- Cardinale Ludovico Ludovisi
- Cardinale Luigi Caetani
- Cardinale Ulderico Carpegna
- Cardinale Paluzzo Paluzzi Altieri degli Albertoni
- Papa Benedetto XIII
- Papa Benedetto XIV
- Papa Clemente XIII
- Cardinale Marcantonio Colonna
- Cardinale Giacinto Sigismondo Gerdil, B.
- Cardinale Giulio Maria della Somaglia
- Cardinale Carlo Odescalchi, S.I.
- Cardinale Costantino Patrizi Naro
- Cardinale Lucido Maria Parocchi
- Papa Pio X
- Arcivescovo François-Léon Gauthey
- Vescovo Charles Ruch

La successione apostolica è:
- Vescovo Augustin Hermann, S.M.A. (1923)
- Vescovo Paul Joseph Biéchy, C.S.Sp. (1936)